# Хаджибейський лиман
Хаджибе́йський лима́н (Гаджибе́йський лима́н, Аджибе́йський лима́н, або Хаджибей, Гаджибе́й, Аджибе́й) — лиман естуарного типу на північно-західному узбережжі Чорного моря, один з одеських лиманів, на північний захід від м. Одеси, в межах Одеського, Роздільнянського і Березівського районів Одеської області.

## Етимологія
Гідронім Хаджибейський лиман походить від назви укріплення Хаджибей (Коцюбіїв), що існувало з XIV ст. на місці нинішньої Одеси. Укріплення заснував знатний подільський (польський чи український) магнат-шляхтич — Коцюба-Якушинський (Kocub Jakuszynski). Від цього первинна назва Коцюбіїв. За іншими відомостями - татарський воєначальник Бек-Хаджі-бей. Ад'єктивний компонент власної назви хаджибейський утворено за допомогою суфікса -ськ-. Слово ж хаджі в перекладі з арабської означає мусульманина-вірянина, який ходив на прощу до Мекки, священного міста для кожного мусульманина.

## Характеристика

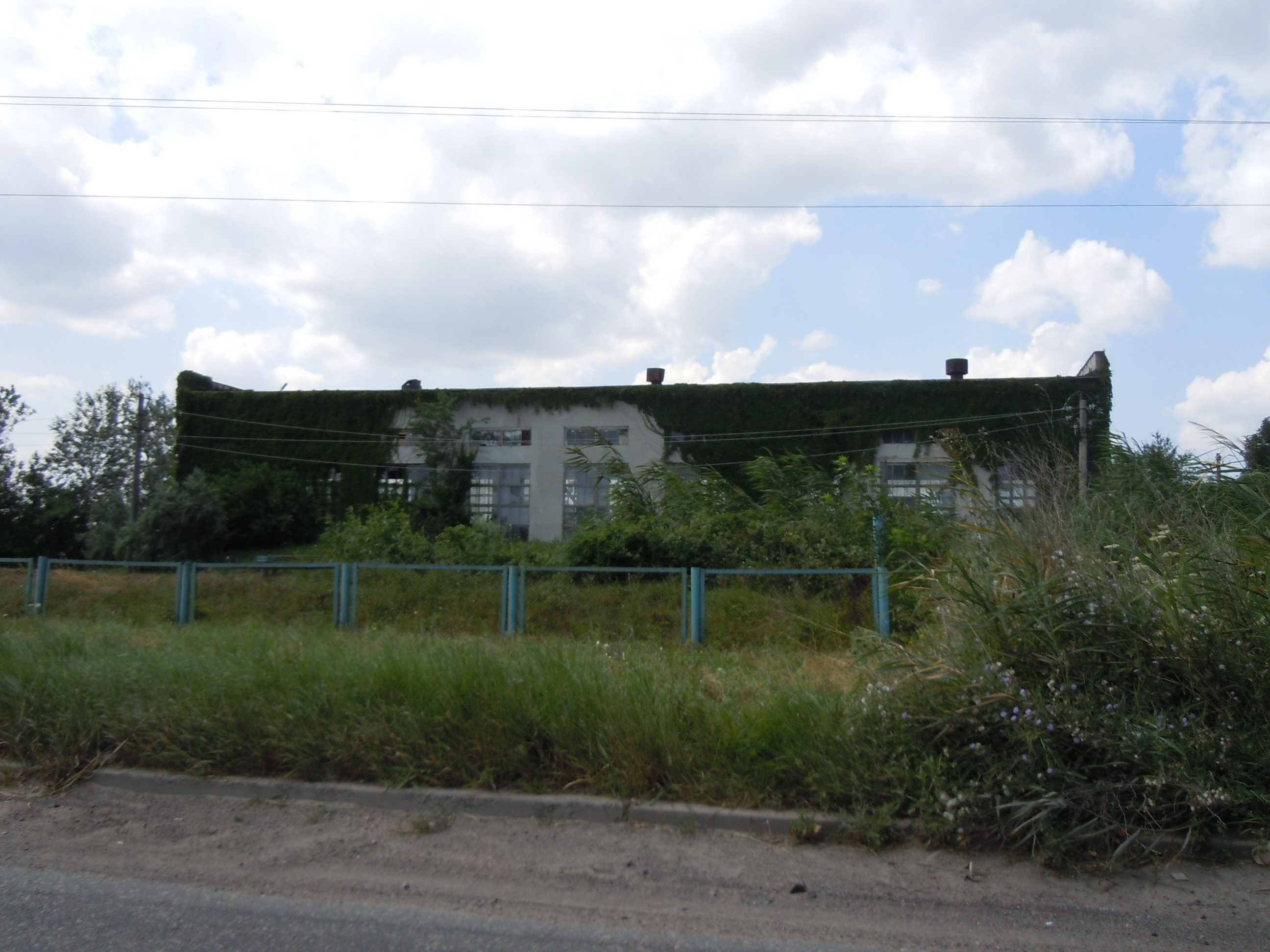
Станція Біологічного Очищення "Північна", Одеса

Лиман закритого типу, від моря відокремлений Куяльницько-Хаджибейським пересипом завширшки близько 4,5 км. Дно лиману на глибині від 2 м вкрите шаром чорного мулу. До Хаджибейського лиману впадає річка Малий Куяльник. Гідрологічний режим лиману також залежить від скиду вод із Станції біологічного очищення «Північна», які становлять 150–170 млн м³ на рік (чверть об'єму лиману). Завдяки скиданню прісних вод солоність води лиману за останні десятиліття знизилась з 20-25 ‰ до 5-6 ‰.

## Історія

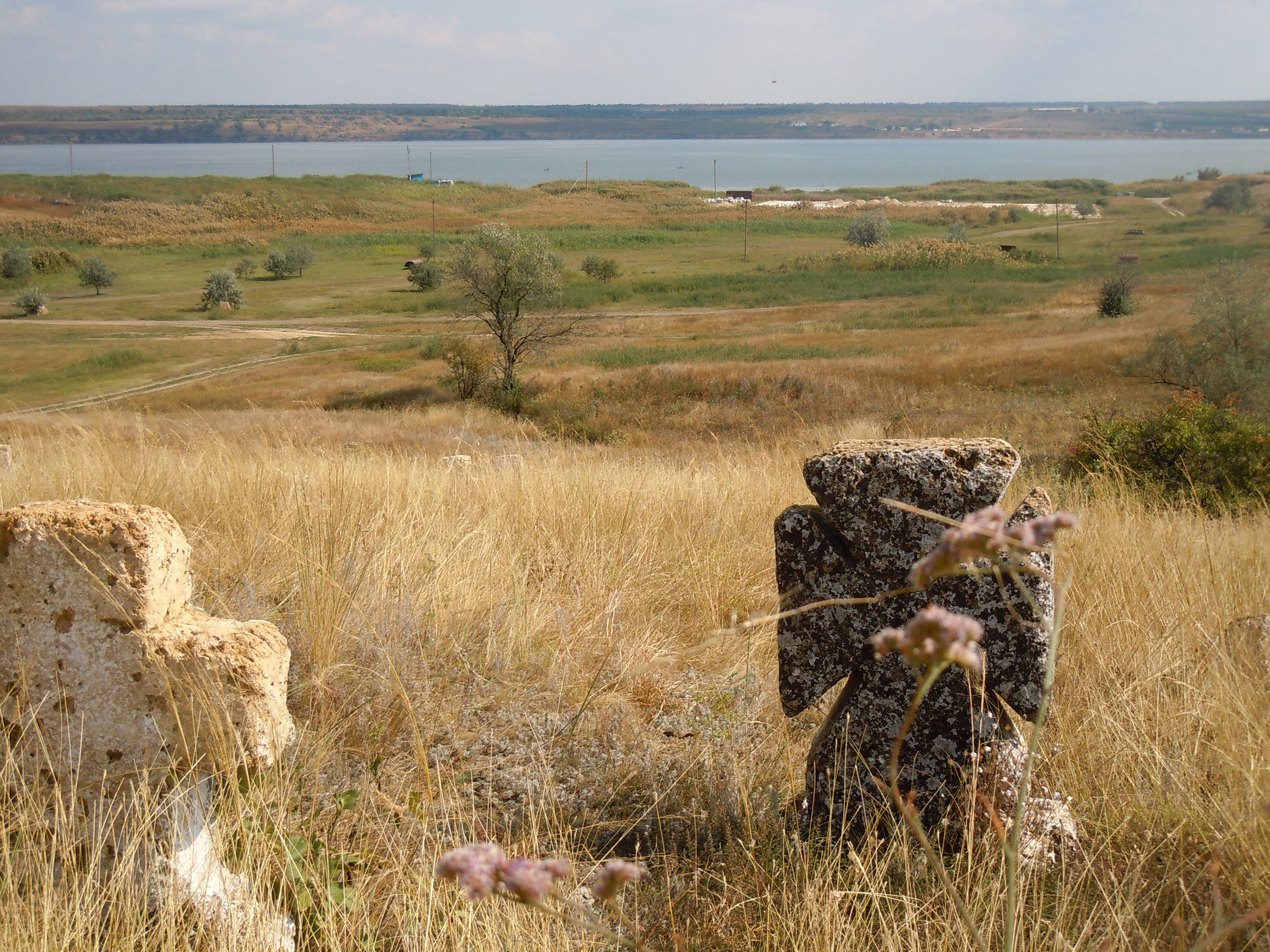
Козацькі могили неподалік від узбережжя, біля села Богнатове

Хаджибейський лиман починаючи із Середньовіччя слугував місцем промислу солі і часто навідувався чумаками і запорозькими козаками.

## Фауна і флора
Фітопланктон лиману налічує 70 видів і внутрішньовидових таксонів. Морські та солонуватоводні види малочисельні, представлені типовими для прилеглих ділянок Чорного моря видами: Leptocylindrus danicus, Sceletonema costatum, Prorocentrum micanus. До масових видів належать прісноводні види, такі як діатомові Sceletonema subsalsum, Cyclotella meneghiniana, Rhizosolenia logiseta, зелені Oocystis borgei, Monoraphidium acruatum, ціанобактерії Merismopedia tenuissima. Лиман характеризується частими цвітіннями. Так, чисельність Cyclotella meneghiniana сягає 44,7 млн клітин на літр, Merismopedia tenuissima — 13,6 млн клітин на літр, Sceletonema subsalsum — 70 млн клітин на літр, а Prorocentrum micanus — 19,8 млн клітин на літр.
У фауни Хаджибейського лиману поширені краби Rhithropanopeus harrisii, а також креветки Palaemon elegans, яких відловлюють, головним чином, з метою виробництва кормових додатків. Серед риб у лимані велику кількість мають бички кругляк Neogobius melanostomus і бабка Neogobius fluviatilis. Найбільше промислове значення має піленгас Liza chaematocheila, судак Sander lucioperca. У лимані багато прісноводних видів риб.

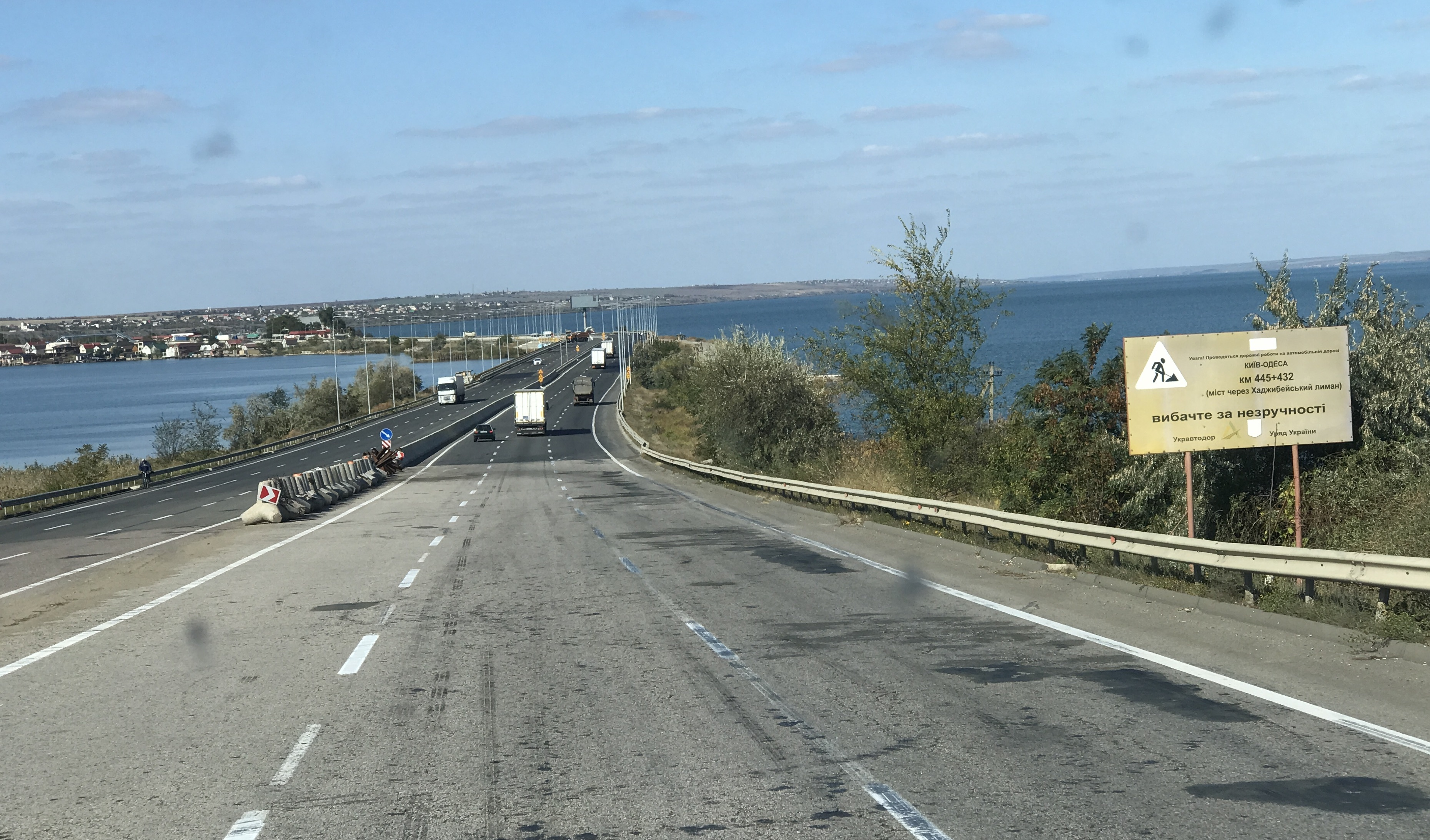
автошляху М-05 проходить мостом через Паліївську затоку лиману, між селами Алтестове і Єлизаветівка

## Забруднення лиману
На березі лиману розташовані ряд поселень — Усатове, Нерубайське, Холодна Балка (у селі існує санаторій «Хаджибей») та інші, дачні масиви, у верхів'ях — тваринницькі фермерські господарства, які спричинюють забруднення лиману. Однак основним джерелом забруднення є скид каналізаційних вод м. Одеси. З 1960-х років під час курортного сезону у пониззя лиману скидають стічні води зі станції біологічного очищення «Північна» м. Одеси, що призвело до зниження солоності лиману з 20-25 до 5-6 ‰. Зимою надлишок води з лиману перекочують до моря.

## Бальнеологічний курорт
Дно лиману вкрите шаром чорного мулу, що має лікувальні властивості. Завдяки цьому на Хаджибейському лимані організовано бальнеологічний курорт, що розташований за 10 км на північний захід від Одеси (з містом пов'язаний трамвайним маршрутом).